# Co se nevešlo (pozdní sběr)
Co se nevešlo (pozdní sběr) (2001) je album Nerezu vydané několik let po ukončení činnosti kapely, které shromažďuje různé zajímavé a raritní koncertní nahrávky. Některé nahrávky z tohoto alba již vyšly v malém nákladu na kazetě Co se nevešlo (1991), ty jsou nově remasterovány. Album obsahuje 19 písní řazených chronologicky, první dvě písně ještě nejsou nahrané na koncertech Nerezu, jde o dokument hudební činnosti členů kapely ještě před založením Nerezu: Červený kamínek je nahrávka Zuzany Navarové z archivu královéhradeckého studia Československého rozhlasu z doby, kdy Navarová zpívala se skupinou Výlety; píseň Coca-Cola je humoristická píseň dua Sázavský–Vřešťál.
Podrobné sleeve-note napsal Zdeněk Vřešťál, obal vytvořil Michal Cihlář.
S vydáním alba souvisela malá série společných koncertů kapel Neřež a Koa. Protagonisté Nerezu ale spolu hráli jen pět písní.

## Seznam písniček
1. Červený kamínek (maďarská lidová / Zuzana Navarová d. T.) – 2:09
nahrávka Československého rozhlasu, 1979
2. Coca-Cola (Zdeněk Vřešťál) – 1:25
1979
3. Malování (Zuzana Navarová d. T.) – 2:01
Praha, Klub chemiků, 9. prosince 1980
4. Flexaret (Zdeněk Vřešťál) – 3:46
Ostrava, Folkový kolotoč, 27. března 1982
5. Asi se ti... (Zuzana Navarová d. T.) – 2:41
Praha, klub Na Rokosce, 9. dubna 1981
6. Vítr (Zdeněk Vřešťál, Vít Sázavský / Zdeněk Vřešťál) – 2:24
Plzeň, Porta, 3. července 1982
7. Na dně (Zdeněk Vřešťál, Vít Sázavský / Zdeněk Vřešťál) – 3:45
Bratislava, VŠ klub Mladá Garda, 1. prosince 1985
8. Rozpravy (Sebastian Krajewski / Agnieszka Osiecka, český text: Zuzana Navarová d. T.) – 4:35
Nový Bydžov, 6. února 1986
9. Před chvílí byla tma (Ivan Hlas) – 2:13
Nový Bydžov, 6. února 1986
10. Nej, nej, nej (Zdeněk Marat / Miroslav Zikán, Jindřich Zpěvák) – 1:37
Hrejkovice, 27. června 1986
11. Co jsme si... (Zdeněk Vřešťál, Vít Sázavský / Zdeněk Vřešťál) – 3:11
Nitra, 30. srpna 1987
12. Kytička (Zdeněk Vřešťál / Zuzana Navarová d. T.) – 1:48
Tábor, 11. března 1987
13. Somrkrálka – blues (Zuzana Navarová d. T.) – 4:48
Nitra, 30. srpna 1987
14. Blues o vodě I. (Zdeněk Vřešťál, Vít Sázavský / Zdeněk Vřešťál) – 2:54
Kysucké Nové Mesto, 14. prosince 1987
15. Za poledne (Zuzana Navarová d. T.) – 3:07
Košice, 15. května 1989
16. Světýlko (Zdeněk Vřešťál) – 2:12
Praha, Dobeška, 31. května 1988
17. Načerno (Zuzana Navarová d. T.) – 3:20
Brno, KD Rubín, 17. května 1990
18. Contigo aprendí (Armando Manzanero) – 4:05
Liberec, 21. března 1981
19. Aj, Maryčka Čičeri (ukrajinská lidová) – 2:00
Olomouc, Vivat Vita, 2. října 1993

## Nahráli
- Zuzana Navarová – zpěv sólo (1, 3, 5, 7, 10, 12–15, 17–19), sbor (4, 11), kytara (1), tamburína (5, 9), rejže (6), congo (7–9, 11, 15, 17), maracas (11), tleskání (12), zvonečky (16), claves (17)
- Vít Sázavský – zpěv sólo (2, 3, 6–10, 12, 14, 15, 19), sbor (4, 11, 13, 16, 17, 18), kytara (2, 3, 5–9, 13, 14, 16–18), slide kytara (11), tleskání (12)
- Zdeněk Vřešťál – zpěv sólo (2–4, 6, 10, 11, 14, 16, 19), sbor (9, 13, 18), kytara (2, 4, 11, 12, 16, 17, 19), foukací harmonika (5, 6, 9, 13), mečení (6), cabasa (8, 15, 18)
- Vladimír Vytiska – kontrabas (6–9, 11–14, 16–18), zpěv (14)
- Andrej Kolář – darbuka (6)
- Miroslav Klus – zpěv (14)
- Václav Bratrych – tenorsaxofon (15, 17), claves (15), güiro (18)
- Pavel Plánka – bonga (18)

## Reedice
Čtyři nahrávky z tohoto alba (Na dně, Malování, Kytička a Somrkrálka – blues) vyšly na kompilaci ...a bastafidli! (2007).